# Liste der Staatsoberhäupter 974
Übersicht
◄◄ | ◄ | 970 | 971 | 972 | 973 | Liste der Staatsoberhäupter 974 | 975 | 976 | 977 | 978 | ► | ►►

Weitere Ereignisse

## Afrika
- Ägypten (Fatimiden)
  - Kalif: al-Muʿizz (969–975)

- Äthiopien
  - Kaiser (Negus Negest): Jan Seyum (959–999)

- Idrisiden in Marokko
  - Imam: al-Hasan ibn al-Qasim (954–974)

- Ifrīqiya (Ziriden)
  - Herrscher: Buluggin ibn Ziri (972–984)

## Asien
- Armenien
  - König: Aschot III. (952–977)

- Bagan
  - König: Nyaung-u Sawrahan (962–992)

- Champa
  - König: Paramesvara Varman I. (971–982)

- China
  - Liao (in Nordchina)
    - Kaiser: Jingzong  (969–982)

  - Nördliche Song
    - Kaiser: Taizu (960–976)

- Georgien
  - König: Bagrat II. (958–994)

- Indien
  - Westliche Chalukya (in Westindien)
    - König: Jata Choda Bhima (973–1000)

  - Chola (in Südindien)
    - König: Uththama (ca. 970–985)

  - Kaschmir (Lohara-Dynastie)
    - Königin: Didda (958–1003)

  - Pala
    - König: Shurapala (ca. 968–ca. 974)
    - König: Ramapala (ca. 974–ca. 1027)

  - Pratihara
    - König: Rajyapala (960–1018)

  - Rashtrakuta
    - König: Indra IV. (973–982)

- Iran
  - Buyiden
    - Herrscher von Dschibal: Rukn ad-Daula Abu Ali Hasan (947–977)
    - Herrscher von Fars, Chuzistan und Kirman: Adud ad-Daula (949–983)

  - Saffariden
    - Herrscher: Wali d-Daula Abu Ahmad Chalaf (969–1003)

  - Samaniden
    - Herrscher: al-Malik al-Muzaffar al-Amir as-Sadid (961–976)

  - Ziyariden
    - Herrscher: Zahir ad-Daula Abu Mansur Bisutun (967–978)

- Japan
  - Kaiser: En’yū (969–984)

- Khmer
  - König: Jayavarman V. (968–1001)

- Korea
  - Goryeo
    - König: Gwangjong (949–975)

- Mataram
  - König: Sri Isyana Tunggawijaya (947–985)

- Kalifat der Muslime
  - Kalif: al-Mutīʿ li-ʾllāh (946–974)
  - Kalif: at-Tāʾiʿ li-amri ʾllāh (974–991)

## Europa
- Bulgarien
  - Zar: Boris II. (970–977)

- Burgund
  - König: Konrad III. (937–993)

- Byzantinisches Reich
  - Kaiser: Johannes Tzimiskes (969–976)

- Dänemark
  - König: Harald Blauzahn (958–987)

- England
  - König: Edgar (959–975)

- Frankreich
  - König: Lothar (954–986)
  - Anjou
    - Graf: Gottfried I. (958–987)

  - Aquitanien
    - Herzog: Wilhelm IV. (963–995)

  - Auvergne
    - Graf: Guido I. (968–989)

  - Burgund (Herzogtum)
    - Herzog: Heinrich I. (965–1002)

  - Burgund (Freigrafschaft)
    - Pfalzgraf: Aubry II. (958/961–981)

  - Maine
    - Graf: Hugo II. (950–992)

  - Normandie
    - Herzog: Richard I. (943–996)

  - Grafschaft Toulouse
    - Graf: Wilhelm III. (960–1037)

- Heiliges Römisches Reich
  - Kaiser: Otto II. (973–983)
    - Bayern
      - Herzog: Heinrich II. (955–976)

    - Böhmen
      - Herzog: Boleslav II. (967–999)

    - Flandern
      - Graf: Arnulf II. (964–987)

    - Holland
      - Graf: Dietrich II. (939–988)

    - Lausitz
      - Markgraf der Lausitz und der Nordmark: Hodo I. (965–993)

    - Luxemburg
      - Graf: Siegfried I. (963–998)

    - Meißen
      - Markgraf: Wigbert (965–976)

    - Oberlothringen
      - Herzog: Friedrich I. (958–978)

    - Sachsen
      - Herzog: Bernhard I. (973–1011)

    - Schwaben
      - Herzog: Otto I. (973–982)

- Italien
  - Nationalkönig: Otto II. (973–983)
  - Amalfi
    - Herzog: Manso I. (966–1004) (981–983 Fürst von Salerno)

  - Benevent
    - Herzog: Landulf IV. (968–981)

  - Capua
    - Fürst: Pandulf I. (961–981)

  - Ivrea
    - Markgraf: Konrad (965–1001)

  - Kirchenstaat
    - Papst: Benedikt VI. (973–974)
    - Papst: Benedikt VII. (974–983)

  - Montferrat
    - Markgraf: Otto I. (969–991)

  - Neapel
    - Herzog: Marinus II. (968/969–977)

  - Salerno
    - Fürst: Gisulf I. (946–978)

  - Sizilien (Kalbiten)
    - Emir: Abu l-Qasim (969–982)

  - Toskana
    - Herzog: Hugo (961–1001)

  - Venedig
    - Doge von Venedig: Pietro IV. Candiano (959–976)

- Kiewer Rus
  - Großfürst: Jaropolk I. (972–980)

- Kroatien
  - König: Stjepan Držislav (969–997)

- Norwegen
  - König: Harald Blauzahn (970–987)

- Polen
  - Herzog: Mieszko I. (960–992)

- Schottland
  - König: Kenneth II. (971–995)

- Spanien
  - Grafschaft Barcelona
    - Graf: Borrell II. (947–992)

  - Kalifat von Córdoba
    - Kalif: al-Hakam II. (961–976)

  - Kastilien
    - Graf: García Fernández (970–995)

  - León
    - König: Ramiro III. (966–984)

  - Navarra
    - König: Sancho II. (970–994)

- Ungarn
  - Großfürst: Géza (971–997)

- Wales
  - Gwent
    - Fürst: Arthfael ap Nowy (um 970–983)

  - Gwynedd
    - Fürst: Iago ab Idwal (950–974)
    - Fürst: Hywel ap Ieuaf (974–985)

  - Powys
    - Fürst: Owain ap Hywel (950–986)